# Сальваторе Монако
Сальваторе Монако (італ. Salvatore Monaco; нар. 28 грудня 1972, Торре-Аннунціата) — італійський футболіст, що грав на позиції захисника. По завершенні ігрової кар'єри — спортивний функціонер.

## Клубна кар'єра
У дорослому футболі дебютував 1990 року виступами за аматорську команду «Россанезе», в якій провів один сезон, взявши участь у 18 матчах Серії D.
Згодом з 1991 по 1996 рік грав в Серії С2 у складі команд «Франкавілла», «Тренто» та «Фано».
Своєю грою за останню команду привернув увагу представників тренерського штабу клубу Серії Б «Фоджа», до складу якого приєднався 1996 року. Відіграв за команду з Фоджі наступні два сезони своєї ігрової кар'єри.
Влітку 1998 року уклав контракт з клубом «Салернітана», у складі якого провів наступні два роки своєї кар'єри гравця. 4 жовтня 1998 року Монако дебютував у Серії А в матчі проти «Емполі». Всього у сезоні 1998/99 провів за клуб 18 ігор чемпіонату, а команда вилетіла з вищого дивізіону. Після цього Сальваторе провів з командою ще пів року у другому дивізіоні, а у січні 2000 року повернувся в еліту, ставши гравцем «Перуджі».
У новій команді Монако разом із одноклубником Крістіаном Буккі в лютому 2001 року був дискваліфікований за вживання допінгу, тому зіграв за два з половиною сезони лише 18 ігор у Серії А за клуб.
З 2002 року два сезони захищав кольори клубу «Катанія» з Серії В. Більшість часу, проведеного у складі «Катанії», був основним гравцем захисту команди.
Протягом 2004—2006 років захищав кольори інших клубів другого дивізіону «Катандзаро» та «Тернана», а завершив ігрову кар'єру у команді Серії C2 «Торрес», за яку виступав протягом 2006—2007 років.

## Кар'єра тренера
У червні 2021 року, після переходу Роберто Де Дзербі на роботу головного тренера до донецького «Шахтаря», Сальваторе Монако прийняв пропозицію Де Дзербі увійти до тренерського штабу української команди, ставши тренером з техніки.